# Nataniel Aguirre
Nataniel Aguirre González né à Cochabamba, en Bolivie, le 10 octobre 1843, mort à Montevideo, Uruguay, le 11 septembre 1888, est un avocat, diplomate, politique, écrivain et historien bolivien, connu notamment pour son roman Juan de la Rose.

## Premiers années
Nataniel Aguirre est né dans l'hacienda de Huayllani, dans le département de Cochabamba le 10 octobre 1843. Il fait partie d'une fratrie de cinq fils —Cristina, Miguel, Modestino, Nataniel et Josefina— issue du mariage du financier et politique bolivien Miguel María d'Aguirre et de María Manuela González de Prada. Sa mère est morte en 1846, alors qu'il n'avait que trois ans. 

## Études et politique

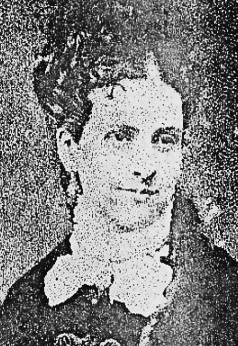
Margarita de Achá, épouse de Nataniel Aguirre

Il obtient son baccalauréat à Sucre en 1857 et rencontre Margarita de Achá, fille du président de la Bolivie José María Achá. Il contracte un mariage avec elle le 30 mars 1864. Ils auront neuf enfants. Il étudie le droit, puis exerce comme journaliste. Encore étudiant, il fonde El Independiente.
L'année de son mariage, il est reçu avocat et est  nommé secrétaire de la délégation bolivienne à Lima, au Pérou. La famille González Prada, parentes d'Aguirre par le côté maternel, l'introduit dans les cercles intellectuels et politiques péruviens. En 1864, il écrit l’œuvre de théâtre Visionarios y mártires, consacrée à deux patriotes péruviens, Manuel Ubalde et Gabriel Aguilar.
L'année suivante, il rentre en Bolivie pour lutter contre Mariano Melgarejo, un militaire qui impose un régime dictatorial  (il participe au combat de la Cantería et à d'autres batailles).
Il participe, après la mort violente du dictateur Agustín Moraux, militaire ayant succédé à Mariano Melgarejo, aux débats entre les partisans d'un État centralisé et les partisans du fédéralisme, se ralliant à cette dernière conception. Il est élu député de la province de Chapare, et participe à la Constituante de 1872 puis devient membre du Conseil d'État du président Tomás Froides (1872) et préfet du département de Cochabamba (1879). 
En 1879, il participe à la guerre du Pacifique à la tête de l'escuadrón Avant-garde. Il dirige la Convention de 1880. Narciso Campero le nomme ministre de Guerre, puis des Relations Extérieures. En qualité de tel, il négocie en 1884 le Pacto de Tregua  avec le Chili, bien qu'il soit partisan de prolonger le conflit avec ce pays.
Ses idées sociales étaient avancées : il a défendu le besoin d'une grande réforme agraire et il a soutenu les indigènes.  Intéressé par les idées nouvelles, il a été membre du Parti Libéral en Bolivie (fondé par un de ses anciens compagnons d'arme de la guerre du Pacifique, Eliodoro Camacho).

## Littérature
Membre d'une génération dénommée Génération de 1880, on peut signaler parmi ses œuvres  Represalia del Héroe, Biografía de Francisco Burdett O'Conno, et  Bolivia en la Guerra del Pacífico. Mais son œuvre la plus connue est le roman Juan de la Rose. Cette œuvre  est publiée à l'origine avec le titre de Cochabamba. Memorias del último soldado de la Independencia,. Il a aussi écrit des pièces de théâtre et de la poésie.

## Ultimes années
Il est mort à Montevideo, en chemin vers le Brésil, où le gouvernement du président Gregorio Pacheco Lois[réf. nécessaire] l'avait envoyé comme ministre plénipotentiaire devant la cour de Pedro II. Ses restes ont été rapatriés dans la ville de Cochabamba.

## Principales œuvres
| Année | Intitulé de l’œuvre                         | Genre littéraire | Notes                                                              |
| 1864  | Visionarios y mártires                      | Théâtre          | Consacré aux patriotes péruviens Manuel Ubalde et Gabriel Aguilar  |
| 1868  | Represalia de un héroe                      | Théâtre          | Consacré au patriote Nicolás Bravo, et à l'indépendance du Mexique |
| 1877  | Unitarismo y federalismo                    | Histoire         | -                                                                  |
| 1882  | Bolivia en la Guerra del Pacífico (1882-83) | Histoire         | -                                                                  |
| 1884  | Juan des Roses                              | Roman            | Sur le «dernier soldat de l'indépendance»                          |
| 1886  | La bellísima Floriana                       | Roman            | -                                                                  |
| 1883  | El Libertador                               | Histoire         | Consacré à la vie de Simón Bolívar                                 |
| 1874  | El general Francisco Burdett O'Connor       | Histoire         | Récit sur cet irlandais qui participa à la guerre d'indépendance   |